# Regensburger Schriftstellergruppe International
Die Regensburger Schriftstellergruppe „International“ (RSGI; zuvor Regensburger Schriftstellergruppe – RSG) ist ein im Jahr 1910 gegründeter weltweit organisierter Schriftstellerverband vorwiegend deutschsprachiger Autoren mit Sitz in Regensburg.

## Wirken
Die Organisation besteht als anerkannt gemeinnütziger und eingetragener Verein (e. V.). Sie wurde im Jahre 1910 gegründet und ist damit in ihrer Form eine der ältesten im deutschen Sprachraum. Der Verein führt regelmäßig Internationale Literaturtage, Internationale Literarische Begegnungen, Diskussionsveranstaltungen, Vorträge und Lesungen der Jungautorengruppe durch. Der Verband veranstaltet regelmäßig einen internationalen Jungautorenwettbewerb (JAW), den beispielsweise 1994 Axel Schlote und 1998 Sabina Naef gewann. Das Depositum der RSGI, so wie eine umfangreiche Sammlung zur Geschichte der Schriftstellergruppe und Dokumentation zum Jungautorenwettbewerb wird in der Staatlichen Bibliothek Regensburg aufbewahrt.

## Mitgliedschaft
Zu den Mitgliedern gehören allgemein „Vollmitglieder“ (professionelle und nebenberufliche Autoren, die Publikationen in Form von Büchern oder in Zeitschriften oder Zeitungen vorweisen können), „Jungautorengruppe“ (Autoren im Alter bis einschließlich ca. 27 Jahre, die aktiv literarisch tätig sind und zum Teil schon Veröffentlichungen vorweisen können) und der „Freundschaftskreis“ (Förderer (teilweise literarisch aktiv) und Mitgliedsanwärter).

## Bekannte Mitglieder
Erich Ludwig Biberger (auch Leiter der Gruppe von 1960 bis 1995), Ingmar Brantsch, Ingo Cesaro (derzeit Vizepräsident), Harald Grill, Stefan Rimek (derzeit Präsident), Lisa Schneider (derzeit Vizepräsidentin), Gertrud von den Brincken, Peter Coryllis, Peter Jeremy Ettl, Edith Golinski, Michael Groißmeier, Ernst R. Hauschka, Friedrich Hirschl, Marianne Junghans, Hanna-Heide Kraze, Hermann Kuprian, Elisabeth Lichtenfels, Willy Mitterhuber, Josef Moder, Margarete Müller-Henning, Robert Paschke, Margareta Pschorn, Günter Radtke, Alfred Rottler, Louis Edouard Schaeffer, Anton Schreiegg, Rosemarie Schulak, Rupert Schützbach, Josef Wolfgang Steinbeißer, Hellmut Walters

## Auszeichnungen
- 1964: Nordgau-Kulturpreis der Stadt Amberg in der Kategorie „Dichtung“
- 1975: Kulturförderpreis der Stadt Regensburg